# 15846 Billfyfe
15846 Billfyfe eller 1995 UK28 är en asteroid i huvudbältet som upptäcktes den 20 oktober 1995 av Spacewatch vid Kitt Peak-observatoriet. Den är uppkallad efter William Fyfe.
Asteroiden har en diameter på ungefär 3 kilometer.